# 腭骨
腭骨（英語：palatine bone）是二塊的L形骨，形成硬腭的後面部份，鼻腔的側壁及底板的一部份，以及眼眶底板的一小部份。分隔鼻腔與口腔的硬腭後面部份是由腭骨的水平板所形成。

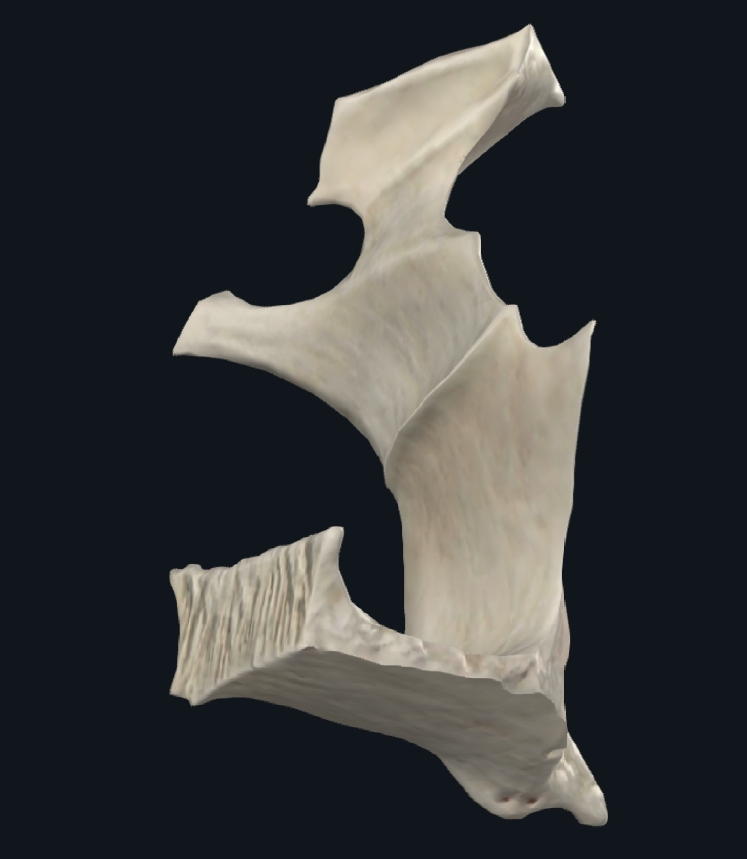
人类左腭骨全貌

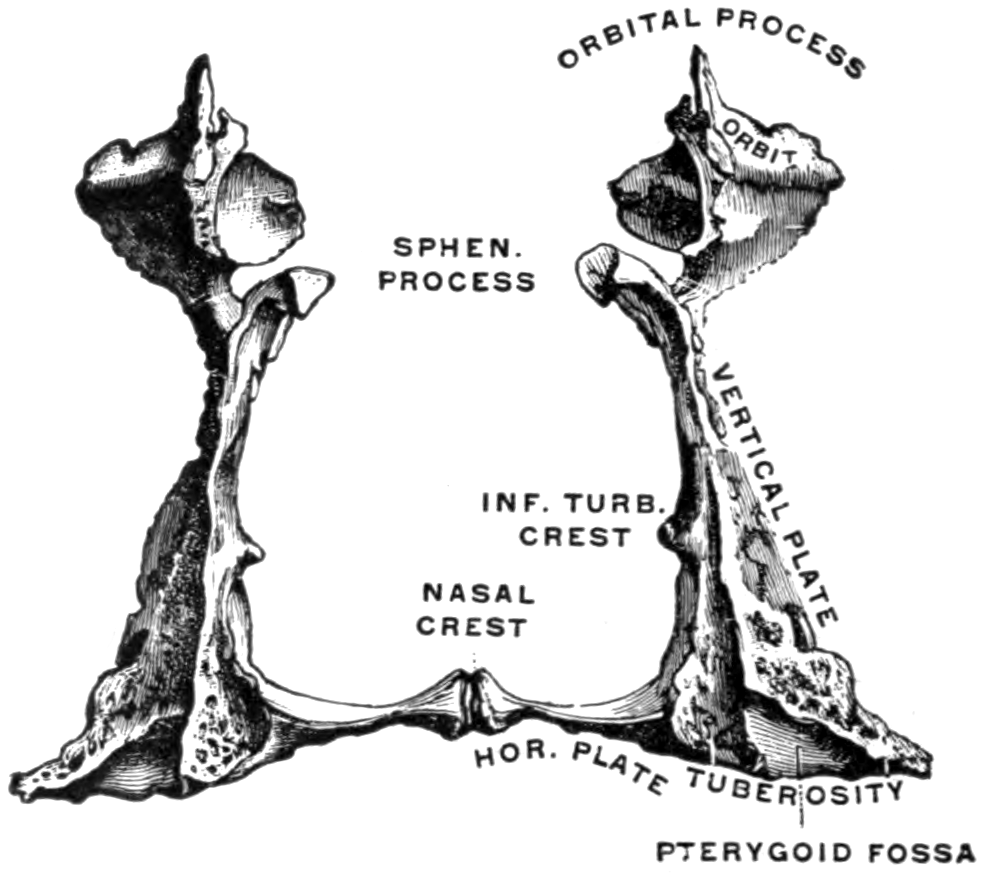
人类一对腭骨全貌，正常摆向位置，背视图（从人体背部向腹部观察方向）

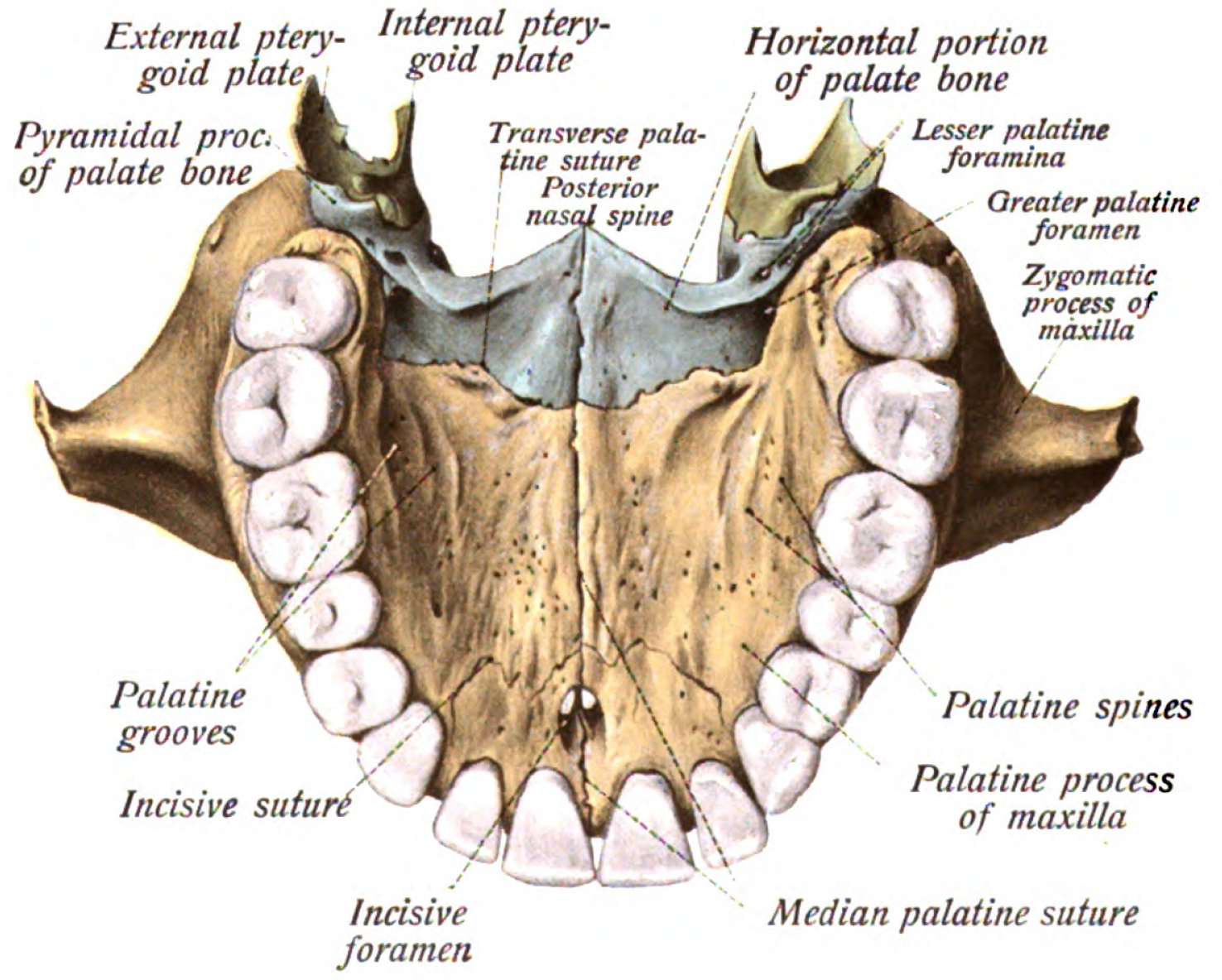
人类一对腭骨水平部分（蓝色）

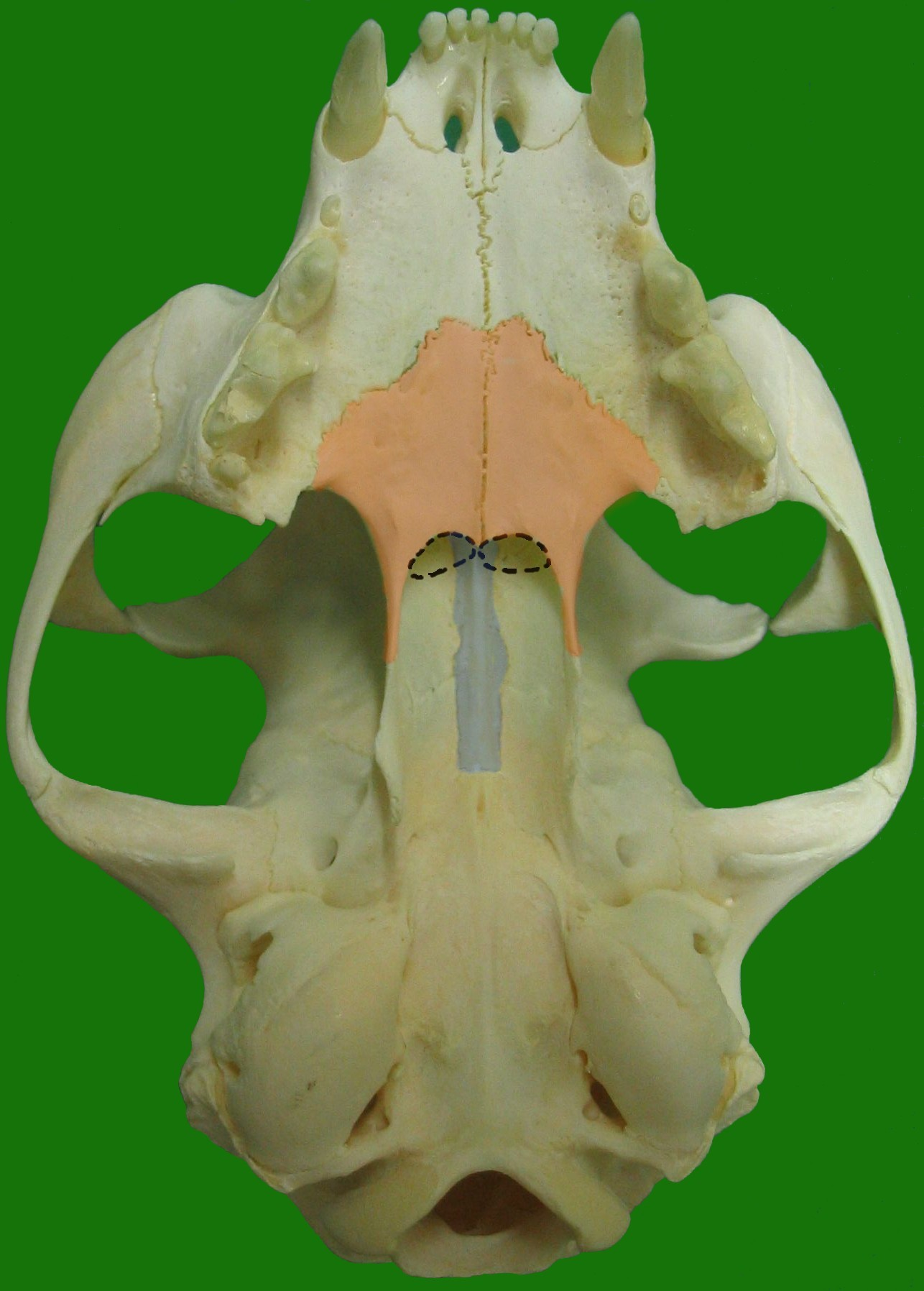
家猫一对腭骨水平部分（橘色）

## 圖庫

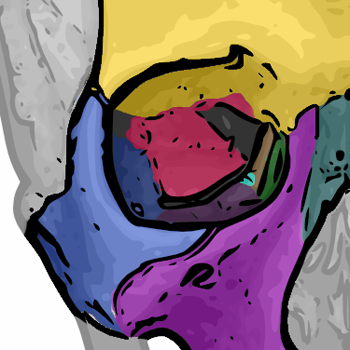
和眼眶通過關節連結的7根骨骼
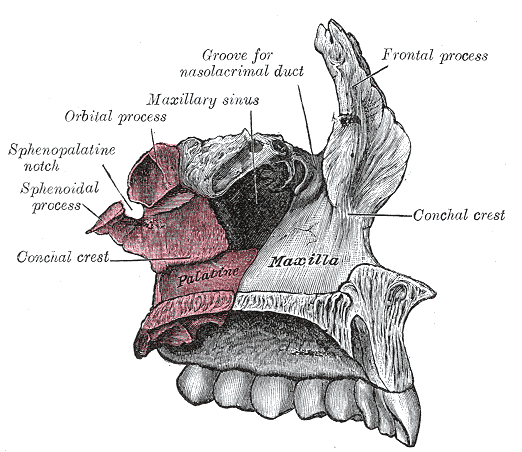
上頜骨後的左腭骨
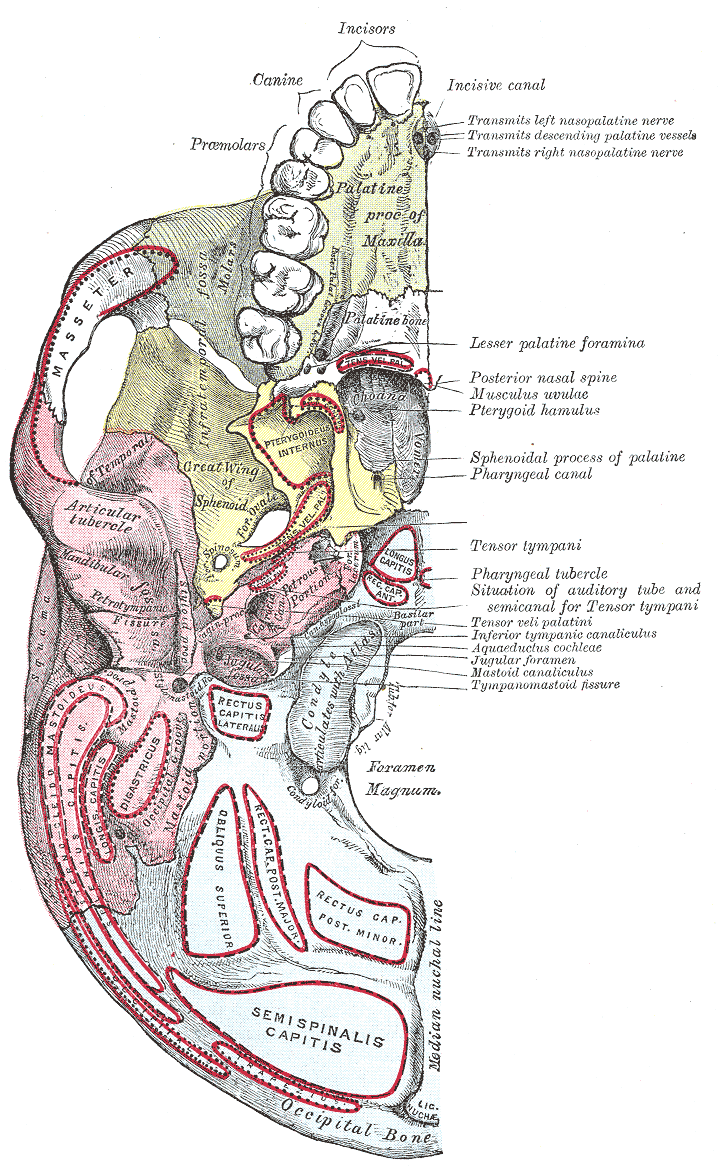
頭骨底部，內部視角
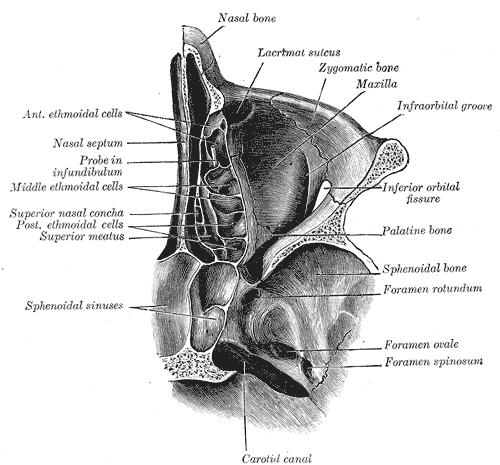
鼻腔和眼眶的水平截面
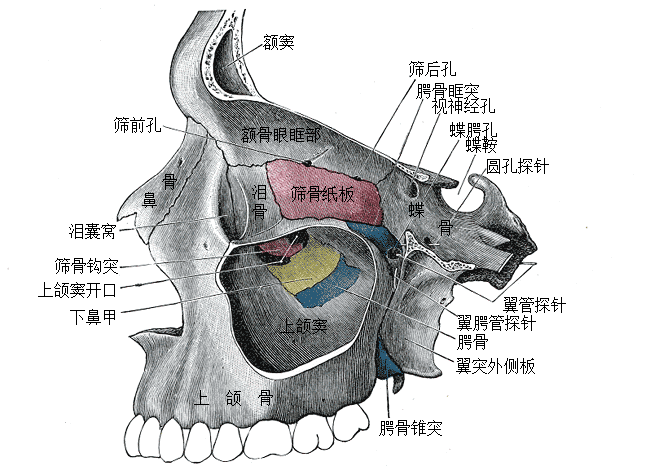
左側頭骨的解剖
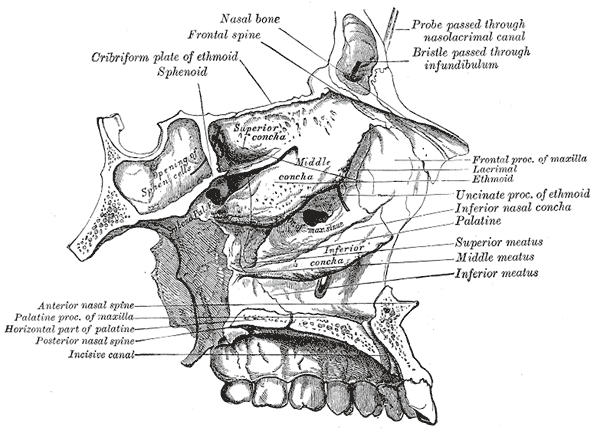
鼻腔的頂、底和側邊壁

## 外部連結
- 解剖學(Anatomy)-palatine bone(顎骨) （页面存档备份，存于）